# Premier League Malti 1985-1986
L'edizione 1985-1986 della Premier League maltese è stata la settantunesima edizione della massima serie del campionato maltese di calcio. Il titolo è stato vinto dal Rabat Ajax, che ha bissato la vittoria ottenuta nella stagione precedente.

## Classifica
|   | Classifica       | G  | V | N | P | GF | GS | Dif | Pt |
| - | ---------------- | -- | - | - | - | -- | -- | --- | -- |
| 1 | Rabat Ajax       | 14 | 9 | 5 | 0 | 20 | 5  | +15 | 23 |
| 2 | Hibernians       | 14 | 5 | 8 | 1 | 18 | 10 | +8  | 18 |
| 3 | Ħamrun Spartans  | 14 | 5 | 7 | 2 | 12 | 7  | +5  | 17 |
| 4 | Valletta         | 14 | 7 | 3 | 4 | 19 | 16 | +3  | 17 |
| 5 | Żurrieq          | 14 | 5 | 4 | 5 | 25 | 14 | +11 | 14 |
| 6 | Sliema Wanderers | 14 | 4 | 3 | 7 | 19 | 22 | -3  | 11 |
| 7 | Birkirkara       | 14 | 1 | 4 | 9 | 9  | 25 | -16 | 6  |
| 8 | Mqabba           | 14 | 1 | 4 | 9 | 9  | 32 | -23 | 6  |

## Verdetti finali
- Rabat Ajax Campione di Malta 1985-1986
- Birkirkara e Mqabba retrocesse.